# البطولات الفرنسية 1891 (كرة مضرب)
في دورة رولان غاروس الدولية سنة 1891 فاز في بطولة فردي الرجال اللاعب برايجز (H.Briggs) من بريطانيا.